# Rhopaloceracris chinensis
Rhopaloceracris chinensis är en insektsart som beskrevs av Tinkham 1940. Rhopaloceracris chinensis ingår i släktet Rhopaloceracris och familjen gräshoppor. Inga underarter finns listade i Catalogue of Life.